# Burton (Nebraska)
Burton je selo u američkoj saveznoj državi Nebraska. Prema popisu stanovništva iz 2010. u njemu je živjelo 10 stanovnika.